# Viveca Melander
Viveca Kristina Melander, född 22 januari 1945, är en svensk författare och översättare. Hon var medförfattare till en lärobok i italienska redan 1970, gav ut en roman 1980 och gjorde några år senare debut som översättare från italienska och (i mindre utsträckning) från franska. Bland författare hon tagit sig an märks Italo Calvino och Alessandro Baricco.

## Priser och utmärkelser
- 2005 – Albert Bonniers 100-årsminne
- 2015 – Elsa Thulins översättarpris

## Bok
- 1980 – Mamma, mamma, barn (Hammarström & Åberg)

## Översättningar (urval)
- Daniele Del Giudice: Västerländsk atlas (Atlante occidentale) (Bonnier, 1990)
- Paola Capriolo: Den stora Eulalia (La grande Eulalia) (Bonnier, 1990)
- Margaret Mazzantini: Rör dig inte (Non ti muovere) (Bonnier, 2003)
- Kristina, drottning av Sverige: Brev och skrifter (i urval och under redaktion av Marie Louise Renata Rodén ; i översättning av Cecilia Huldt och Viveca Melander samt med inledning av Peter Englund) (Svenska Akademien i samverkan med Atlantis, 2006
- Erri De Luca: Montedidio (Montedidio) (Grate, 2011)
- Giuseppe Tomasi di Lampedusa: Leoparden och Berättelser (Il Gattopardo, Racconti) (Bonniers, 2016)